# Hospital d'Hellín
L'Hospital d'Hellín és un hospital públic del Servei de Salut de Castella-la Manxa situat a la ciutat d'Hellín, a la província d'Albacete. Fou inaugurat el 4 d'octubre de 1990 i dona servei a la població de les comarques de Campos de Hellín i Sierra del Segura. Té 135 llits. El 28 de maig de 2020 va produir-s'hi un greu incendi a l'hospital que el va obligar a ser desallotjat, durant el qual es va produir una víctima mortal.